# Несрећа (ТВ филм)
„Несрећа” је југословенски ТВ филм из 1973. године. Режирао га је Владан Слијепчевић а сценарио је написао Ђорђе Лебовић.

## Улоге
| Глумац            | Улога       |
| ----------------- | ----------- |
| Љубинка Бобић     |             |
| Светлана Бојковић | Милена Брун |
| Весна Крајина     |             |
| Љиљана Крстић     |             |
| Љуба Тадић        |             |
| Предраг Тасовац   |             |
| Еуген Вербер      |             |